# Renault Korea Motors
La Renault Korea Motors (르노코리아자동차?) è una casa automobilistica coreana, fondata nel 1994 come Samsung Motors da parte della multinazionale Samsung e ora controllata dalla casa francese Renault. Fa anche parte della Korea Automobile Manufacturers Association.

## Storia
Dopo aver stretto un rapporto di collaborazione con la giapponese Nissan e aver predisposto un moderno impianto produttivo a Pusan, l'azienda è approdata sul mercato coreano nel 1998 con la presentazione della berlina Samsung SM5. Questo modello, derivato direttamente dalla Nissan Maxima, è restato l'unico in produzione sino al 2002.
Nel periodo attorno alla fine del millennio, infatti, la Samsung Motors rimase coinvolta nella crisi che colpì l'economia del sud est asiatico e nel dicembre 1998 iniziarono le trattative che nel settembre 2000 portarono Samsung a cedere la maggioranza della propria azienda automobilistica ai francesi della Renault, che acquisirono il 70% delle azioni per 512 milioni di dollari.
Dal 2002 la gamma di vetture in produzione è stata progressivamente ampliata, prima con modelli direttamente derivati da veicoli Nissan, poi da piattaforme Renault.
Dal 16 marzo 2022 il nome aziendale viene cambiato in Renault Korea Motors eliminando dunque ogni riferimento al marchio Samsung.
Nel maggio 2022 Geely Group acquista il 34,02% di Renault Korea Motors. Il gruppo Renault resta azionista di maggioranza con il 46,08% di proprietà.

## Prodotti

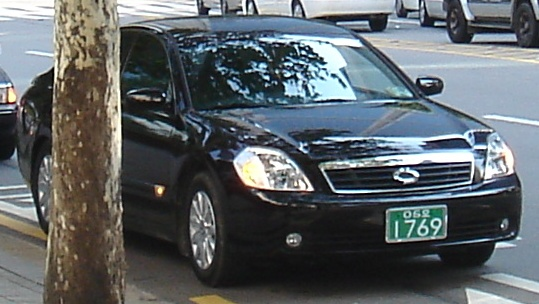
Una SM5

### Autovetture
- QM5 (basata sulla Nissan X-Trail, è venduta fuori dal mercato interno come Renault Koleos)
- SM7 (basata sulla Nissan Teana)
- Nuova SM5 (basata sulla Renault Laguna e commercializzata anche come Renault Latitude)
- SM5 (inizialmente basata sui modelli Nissan Cefiro e Maxima del 1995, è stata sostituita nel 2005 da un modello basato sulla Nissan Teana)
- SM3 (basata sulla piattaforma della Renault Mégane III, commercializzata anche come Renault Fluence)
- SM3 CE (modello precedente della SM3, ancora in produzione con la sigla CE per "Classic Edition", basata sulla prima generazione della Nissan Bluebird Sylphy)
- Renault Samsung SM1 iniziò la produzione dal 2002 è una superutilitaria coreana per uso cittadino simile alla Renault Twingo)

### Veicoli commerciali
- Samsung SV110
- Samsung Big Thumb